# 董家下庄站
董家下庄站是青岛地铁4号线的地铁车站，位于中华人民共和国山东省青岛市崂山区科苑经五路与合肥路交叉口，于2022年12月26日开通。

## 车站结构
董家下庄站位于科苑经五路与合肥路交叉口，大致沿科苑经五路设置，呈南北走向，为地下三层岛式站台车站，车站长155米，标准段宽21.9米，车站地下一层为站厅层，地下二层为设备层，地下三层为站台层，站台设置全高站台门。
| 地面              | 出入口 | A、B、C出入口                                                                                                 |
| 地下一层          | 站厅   | 客服中心、自动售票机、验票机                                                                                  |
| 地下二层          | 设备   | 车站设备 |
| 地下三层          | 站台   | \| \| \| 4号线往人民会堂（辽阳东路） \| \| 島式 · 開左邊车门 \| \| \| \| \| \| 4号线往大河东（科苑经七路） \| |
|                   |        | 4号线往人民会堂（辽阳东路）                                                                                   |
| 島式 · 開左邊车门 |        | |
|                   |        | 4号线往大河东（科苑经七路）                                                                                   |

## 出入口
董家下庄站共设3个出入口，各出口及周围设施如下所示：
| 编号                | 指示                       | 建议前往的目的地       | 图片 |
| ------------------- | -------------------------- | ---------------------- | ---- |
| A · 出口            | 科苑经五路(东)，合肥路(北) | 张村河生态公园         |      |
| B · 出口 · （设有） | 科苑经五路(东)，合肥路(南) | 崂山区社区卫生服务中心 |      |
| C · 出口            | 科苑经五路(西)，合肥路(南) | 山钢东部新天地         |      |
| 图例： 设有         |                            |                        |      |

## 接驳交通

### 公交车
- 李家下庄：223路，384路，602路，610路，612路，641路

## 车站历史
本站工程名为李家下庄站，正式站名为董家下庄站，以车站所处的董家下庄社区命名。
- 2020年6月6日，车站主体结构封顶[2]。
- 2022年12月26日，车站随4号线通车开通[1]。
- 2024年3月20日，车站C出入口开通[5]。